# 普雷里希爾 (密蘇里州)
普雷里希爾（英語：Prairie Hill）是位於美國密蘇里州沙里頓縣的普查規定居民點。

## 人口
根據2020年美國人口普查的數據，普雷里希爾的面積為1.19平方千米，皆為陸地。當地共有人口50人，而人口密度為每平方千米42.02人。